# Raul Solnado
Raul Augusto de Almeida Solnado OIH • GCIH (Lisboa, Santa Isabel, 19 de outubro de 1929 – Lisboa, 8 de agosto de 2009) foi um humorista, apresentador de televisão e ator português.

## Biografia
Filho de Bernardino da Silva Solnado (Vila de Rei, Fundada, 1902–1964) e de sua mulher Virgínia Augusta de Almeida (Fornos de Algodres, Maceira, c. 1905 – Lisboa, Santa Isabel, 19 de outubro de 1929), neto paterno de Joaquim da Silva Solnado e de sua mulher Maria Nunes Cardiga, e neto materno de José Augusto de Almeida e de sua mulher Silvina da Conceição.
Unanimemente reconhecido como um dos maiores nomes do humor português, começou a fazer teatro na Sociedade de Instrução Guilherme Cossoul (1947), profissionalizando-se em 1952.
Na RCP apresenta 'Arco-Íris', de Francisco Mata e Jorge Alves, programa que ganhou vários prémios de Melhor Programa de Entretenimento. Arco-Íris era apresentado conjuntamente com nomes como Maria Leonor, Isabel Wolmar e Fernando Pessa.
Em 1953 estreia-se no teatro de revista com "Viva O Luxo", apresentado no Teatro Monumental. Entra também em "Ela não Gostava do Patrão".
1956 é o ano de "Três Rapazes e Uma Rapariga" no Teatro Avenida. Participa ainda nos filmes "O Noivo das Caldas" e "Perdeu-se um Marido".
No ano de 1958 participou nos filmes "Sangue Toureiro" e "O Tarzan do Quinto Esquerdo". Desloca-se pela primeira vez ao Brasil em 1958.
Em 1960 torna-se primeiro ator na peça "A Tia de Charley" apresentada no Teatro Monumental. Participa no filme "As Pupilas do Senhor Reitor" (Prémio S.N.I.). Na temporada de 1960/61, tornou-se empresário, tendo explorado o cine-teatro Capitólio. Foi nessa época que surgiu a primeira revista do Capitólio, intitulada 'A Vida é Bela', na qual, além de Solnado, entravam Humberto Madeira, Carlos Coelho e Milu.
"A Guerra de 1908", um sketch do espanhol Miguel Gila, adaptado para português por Solnado, é interpretado na revista "Bate o Pé", estreada no Teatro Maria Vitória em outubro de 1961. Entra também no filme "Sexta-feira, 13".
O disco que reunia "A Guerra de 1908" e "A História da Minha Vida", editado em abril de 1962, bateu todos os recordes de vendas de discos.
Em 1962 entra em "Lisboa à Noite", em cena no Teatro Variedades, onde interpreta os sketcks "É do Inimigo" e "Concerto do Inimigo". É protagonista do filme neo-realista "Dom Roberto", de José Ernesto de Sousa. Vence o Prémio de Imprensa para melhor ator de cinema.
Após 1963, faz teleteatro no Brasil, onde apresentou-se em programas das TVs Record e Excelsior, e na RTP. "Vamos Contar Mentiras" é o grande espetáculo do ano de 1963. Torna-se em 1964 fundador e empresário do Teatro Villaret. A estreia foi em 1965 com "O Impostor-Geral" onde foi o protagonista.
Mariema e Raul Solnado recebem os Prémios de Imprensa para melhores atores de teatro de revista.
Em maio de 1966 foi lançado o EP "Chamada Para Washington".
O EP "Cabeleireiro de Senhoras" foi lançado em Dezembro de 1968. Em janeiro de 1969 foi editada a compilação "O Irresistível Raul Solnado" que incluía alguns dos principais êxitos editados anteriormente em EP (História do Meu Suicídio, Chamada para Washington, O Bombeiro Voluntário, A Guerra de 1908, O Cabeleireiro de Senhoras, História da Minha Vida).
No dia 24 de maio de 1969 foi gravado o primeiro programa do "Zip-Zip", no Teatro Villaret. A última emissão foi no dia 29 de dezembro do mesmo ano. O programa da autoria de Solnado, Fialho Gouveia e Carlos Cruz foi um dos marcos desse ano.
Em dezembro de 1969 é o protagonista de "O Vison Voador".
A peça "O Tartufo de Moliére" é estreada em janeiro de 1972. Ainda em 1972 participa na revista "Prá Frente Lisboa". A canção "Malmequer" tornou-se um grande êxito popular.
Em 1974, fez quadros humorísticos de sucesso no programa Fantástico, da brasileira Rede Globo.
Em 1975 estrela o filme "Aventuras d'um Detetive Português".
O programa "A Visita da Cornélia" é um grande sucesso da televisão portuguesa em 1977.
Com César de Oliveira adapta a Peça "Checkup" do dramaturgo brasileiro Paulo Pontes. "Isto É Que Me Dói" incluía no elenco Raul Solnado, Guida Maria, Helena Matos, Joel Branco, Cândido Mota, Luís de Mascarenhas e David Silva.
O single "Dá O Cavaquinho, Os Ferrinhos e a Pandeireta" de 1978 inclui dois temas de Luiz Miguel d'Oliveira: "É Tão Bom Sabe tão Bem" e "Viste O Lino?".
Raul Solnado pertencia ao Grande Oriente Lusitano (GOL) desde meados da década de 1980, embora depois não tivesse sido muito ativo.
Repete o enorme êxito com a peça "Há Petróleo no Beato" de 1981. "Super Silva" foi outro êxito enorme.
A 9 de junho de 1982 foi agraciado com o grau de Oficial da Ordem do Infante D. Henrique.
Com Fialho Gouveia e Carlos Cruz apresenta na RTP o programa "E O Resto São Cantigas" onde foram recordados músicos e compositores da época áurea da música ligeira portuguesa.
No concurso televisivo "Faz de Conta" mostra todo o seu talento ao contracenar e improvisar com os concorrentes que lhe davam réplica.
Na televisão é o protagonista da sitcom "Lá Em Casa Tudo Bem" que dura vários meses.
Em 1987 interpreta um papel dramático no filme "Balada da Praia dos Cães", de José Fonseca e Costa, baseado no livro de José Cardoso Pires.
Foi ator convidado do Teatro Nacional D. Maria II, como protagonista da peça "O Fidalgo Aprendiz", de D. Manuel de Melo.
Publicou a sua autobiografia – A Vida Não Se Perdeu (1991).
Em 1992 foi ator convidado do Teatro Nacional de S. Carlos, na personagem Frosch da opereta "O Morcego", de Strauss.
Em 1993 participou, ao lado de Eunice Muñoz, na telenovela "A Banqueira do Povo" de Walter Avancini.
Entrou na peça "As Fúrias", de Agustina Bessa-Luís, no Teatro Nacional D. Maria II, em 1994.
Em 1995 fez "O Avarento", de Molière, no Teatro Cinearte, encenado por Helder Costa. Nesse editado a compilação "Best Seller dos Discos".
Em março de 2000 realizou-se em Tondela uma homenagem, organizada pelo grupo Trigo Limpo ACERT, que foi acompanhada por uma exposição biográfica sobre o ator, baseada no livro de Leonor Xavier, "Raul Solnado - A Vida Não Se Perdeu".
Em 2001 voltou aos palcos do teatro com um papel de grande relevo na peça "O Magnífico Reitor" de Freitas do Amaral. Recebe o Prémio Carreira Luís Vaz de Camões.
Foi homenageado em 2002 com a Medalha de Ouro da Cidade de Lisboa e recebeu, em 10 de junho de 2004, do Presidente Jorge Sampaio a Grã-Cruz da Ordem do Infante D. Henrique.
A compilação "Tá Laáa…? O Melhor de Raul Solnado - volume 2" inclui o inédito "O Paizinho do Ladrão", "A História do Meu Suicídio" e ainda gravações "No Zip-Zip", "No Teatro" e "Nas Cantigas". Além de "Fado Maravilhas" e de "Malmequer" inclui duas novas gravações: "Eu Já Lá Vou" e "Haja Descanso (Viva o Chouriço)".
Foi, até à sua morte, diretor da Casa do Artista, sociedade de apoio aos artistas, que fundou juntamente com Armando Cortez, entre outros.
Morreu no dia 8 de agosto de 2009, no Hospital de Santa Maria, em Lisboa, vítima de doença cardiovascular, e os seus restos mortais descansam no Cemitério dos Prazeres. Será para sempre um ícone do povo português e de Portugal.
Após a sua morte, o Grande Oriente Lusitano reconheceu-o como maçom na sua página institucional, informando que Solnado “há muito tempo não partilhava os valores” daquela organização.
Em sua homenagem foi dado o seu nome à Avenida Raul Solnado, em Cascais, Cascais.

## Vida pessoal
Casou a 15 de março de 1958 com Joselita Alvarenga (Cambuquira, Minas Gerais, 4 de dezembro de 1934 – Lisboa, 27 de março de 2020), de quem se divorciou a 30 de maio de 1980. Era pai de José Renato Alvarenga Solnado (Lisboa, São Sebastião da Pedreira, 2 de dezembro de 1959), de Alexandra Solnado e do cantor Mikkel Solnado (1975, filho de Anne-Louise Schmidt), além de avô da atriz Joana Solnado.

## Discografia

### Álbuns
- O Riso é… Solnado (LP, Odeon, 1964)
- O Irresistível (LP, Parlophone, 1969)
- Volume 2 (LP, Parlophone, 1973)
- O Raul Solnado Conta Histórias Para Nós (LP, Polygram)
- Uma Visita de Natal (LP, Orfeu)
- Humor
- Isto É Que me Doí (2LP, EMI, 1977)
- Best-Seller dos Discos (CD, EMI, 1995)
- A Guerra de 1908 - Colecção Caravela (CD, EMI, 1996)
- Solnado ao Vivo no Zip (CD, Strauss, 1999)
- Tá Laáa…? (CD, EMI, 2004)

### Singles e EPs
- Soldado Que Vais P'rá Guerra [Guerra de 1908/História da Minha Vida (EP, Parlophone, 1962) 1133
- Ida Ao Médico/A Selva E Os Seus Leopoldos (EP, Parlophone, 1962) 1143
- É do Inimigo?/Concerto de Violino (EP, Parlophone, 1963) 1150
- A Bombeiral da Moda [O Bombeiro Voluntário/É da Maternidade] (EP, Parlophone, 1964) 1184
- O Impostor-Geral ()
- Chamada Para Washington/O Repuxo (EP, Parlophone, 1966) 1237
- O Pinguinhas (1.ª e 2.ª parte) (EP, Parlophone, 1967) 1305
- O Cabeleireiro de Senhoras/A História do Meu Suicídio (EP, Parlophone, 1968) 1344
- A Campanha do Casca (Single, Exito, 1968)
- Raul Solnado (Ludgero Olodualdo) canta Badaladas (Single)
- Cirurgia Plástica (1.ª e 2.ª parte) (Single, Parlophone) 006-40 189
- O Palhaço Verde - História Infantil (1.ª e 2.ª parte) (Single, Parlophone)
- Malmequer/Faduncho (Single, 1972)
- Algumas Histórias Com Juízo (Single, Zip-Zip, 197) 10038
- Fado Fadinho [Fado Maravilhas/Fado Calcinhas] (Single, Zip-Zip, 197) 30032/S
- Es Preferible/Es Meson Del Gitano (Single, Zip-Zip, 197) 30007/S
- O Mosquito e o leão/O Corvo e a Raposa (Single, Philips) 6031039
- Dá O Cavaquinho, Os Ferrinhos e a Pandeireta (Single, Orfeu, 1978) Ksat645
- Fado Do Regresso/A Nossa Cidade (Single, 1979)
- Zé Canal (Single, 1981)

## Cinema
No cinema participou em 12 filmes de realizadores como Arthur Duarte, Henrique Campos, Augusto Fraga, Perdigão Queiroga, José Ernesto de Sousa, entre outros, contracenando com alguns dos maiores nomes do teatro e cinema de então – Laura Alves, Eugénio Salvador, Raul de Carvalho, João Guedes, Curado Ribeiro ou António Silva.
- 1958 - O Tarzan do 5.º Esquerdo
- 1958 - Sangue Toureiro
- 1961 - As Pupilas do Senhor Reitor
- 1962 - Dom Roberto
- 1962 - Martes e Trece
- 1987 - Balada da Praia dos Cães
- 1987 - O Bobo
- 1998 - Requiem
- 1998 - Senhor Jerónimo
- 2000 - Facas e Anjos
- 2007 - Call Girl
- 2009 - América